# L'uomo d'acciaio
L'uomo d'acciaio (Man of Steel) è un film del 2013 diretto da Zack Snyder.
Basato sul personaggio di Superman di DC Comics, il film è un reboot della serie cinematografica dedicata al supereroe. La pellicola è stata sceneggiata da David S. Goyer che ne ha sviluppato la storia con il produttore Christopher Nolan.
L'uomo d'acciaio è il primo film del DC Extended Universe, universo cinematografico condiviso della Warner Bros.

## Trama
Il pianeta Krypton sta andando incontro alla sua imminente fine a causa del nucleo instabile, dovuto allo spreco di risorse naturali da parte dei kryptoniani. Lo scienziato Jor-El cerca di avvertire l'alto consiglio kryptoniano del pericolo, ma la riunione viene interrotta dal colpo di Stato tentato dal generale Zod, leader militare e fervido patriota di Krypton, che è convinto di poter salvare il pianeta dalla rovina grazie al codice genetico della stirpe kryptoniana. Consapevoli di come la popolazione artificiale di Krypton abbia deturpato la vivibilità del pianeta, Jor-El e sua moglie Lara Lor-Van infondono il codice nel corpo del loro figlio neonato Kal-El, l'unico bambino kryptoniano nato naturalmente in secoli, e lo spediscono sulla Terra all'interno di una navetta spaziale. Zod arriva poco dopo il lancio e colto dall'ira per aver perso il codice, uccide Jor-El, per poi venire arrestato e imprigionato nella Zona fantasma, insieme ai suoi complici. Poco dopo, Krypton esplode.
Atterrato nella periferia della cittadina di Smallville in Kansas, il piccolo Kal-El viene trovato da una coppia di contadini, Jonathan e Martha Kent, che decidono di crescerlo come loro figlio e lo chiamano Clark; il giovane extraterrestre cresce nella fattoria ignaro della sua reale provenienza fin quando scopre di possedere abilità e poteri straordinari non comuni a nessun altro essere umano. La sua struttura fisica subisce cambiamenti man mano che cresce e Clark ha sempre più difficoltà a tenerli nascosti e ad integrarsi con gli altri ragazzi della sua età. Quando Clark diventa adolescente, Jonathan gli rivela che è un alieno consigliandogli di non usare i poteri in pubblico, col timore che la società lo rifiuti, ma nonostante ciò è convinto che Clark sia stato inviato sulla Terra per uno scopo. Dopo la morte di Jonathan, che si è lasciato travolgere da un tornado, facendo gesto a Clark di non salvarlo pur di non rivelare i suoi poteri ai presenti, Clark passa l'età adulta seguendo uno stile di vita da nomade, svolgendo diversi lavori sotto false identità e salvando segretamente le persone in difficoltà, tormentato però dalla perdita del padre adottivo.
In seguito viene riportata la scoperta di una nave aliena nell'Artide. Clark riesce a raggiungere il sito e senza farsi vedere entra all'interno dell'astronave, che si rivela essere di origine kryptoniana. Inserendo nel portello della nave una "chiave" che i Kent hanno trovato nella capsula con la quale è giunto sulla Terra da neonato, Clark viene accolto da un ologramma interattivo di Jor-El, il quale gli rivela di essere suo padre raccontandogli la storia di Krypton e tutti gli eventi che lo hanno portato sulla Terra. L'ologramma gli spiega di averlo inviato sulla Terra per proteggere i suoi abitanti e ispirarli a non commettere gli stessi errori che hanno portato Krypton alla distruzione. Lois Lane, giornalista del quotidiano Daily Planet, che era stata inviata per scrivere un articolo, si inoltra all'interno della nave seguendo Clark e viene salvata e medicata da lui quando viene assalita dal sistema di sicurezza della nave. Dopo essersi risvegliata sulla neve, Lois e i presenti vedono la nave kryptoniana liberarsi dal ghiaccio e prendere il volo.
A Metropolis, il redattore del Daily Planet Perry White rifiuta di pubblicare l'articolo di Lois circa la nave aliena e il "superuomo" che l'ha soccorsa. Seguendo degli indizi e chiedendo informazioni da varie fonti, Lois riesce a rintracciare Clark, il quale è tornato nel Kansas. Dopo aver ascoltato la sua storia, Lois gli promette di non rivelare il suo segreto a nessuno. Non molto tempo dopo giunge sulla Terra il generale Zod, il quale si è liberato dalla prigione della Zona fantasma ed è giunto per conquistare il pianeta dopo aver rintracciato la nave kryptoniana, in seguito alla scoperta del fallimento delle altre colonie planetarie organizzate dai kryptoniani. Zod manda un messaggio mondiale su tutte le TV richiedendo la resa dei terrestri e che gli consegnino Kal-El. Clark, che dalla nave ha preso un costume kryptoniano che reca sul petto lo stemma della casata degli El, simile ad una "S" e identificandosi alle persone come Superman, permette all'esercito di condurlo dinanzi agli invasori alieni insieme a Lois, su richiesta dei kryptoniani. Una volta a bordo della Zona fantasma, Zod rivela a Superman di essere intenzionato a terraformare la Terra in un nuovo Krypton e di estirpargli dal corpo i codici genetici per ripopolarlo.
La terraformazione per il nuovo Krypton comporterebbe l'estinzione dell'umanità a causa di numerosi cambiamenti ecologici, rendendo il pianeta inabitabile per tutti i terrestri; Superman stesso si indebolisce quando entra in contatto con l'atmosfera kryptoniana all'interno della Zona fantasma. Con l'aiuto di Lois e dell'ologramma di Jor-El, Superman riesce a liberarsi e torna sulla Terra con lei. In seguito ad un combattimento a Smallville contro un gruppo di soldati kryptoniani inviati da Zod, Superman convince l'esercito americano di essere dalla loro parte. Zod invia il motore per la terraformazione kryptoniana sull'Oceano Indiano mentre la Zona fantasma attiva il processo su Metropolis, che modifica la gravità terrestre e distrugge tutto ciò che rientra nel suo raggio d'azione. Superman riesce a distruggere la macchina in India, mentre l'esercito, sotto le istruzioni di Lois, usa la navicella che lo ha condotto sulla Terra per ri-attivare il sistema della Zona fantasma, che implode su sé stessa imprigionando tutti i kryptoniani all'interno tranne Zod, che ha preso il comando della nave di Jor-El e prova a uccidere Lois e il suo gruppo prendendo di mira il loro aereo. Superman interviene distruggendo la nave, e con essa la tecnologia fondamentale per ripristinare la razza kryptoniana.
Esposto all'energia del Sole che dona i poteri a Clark, Zod assume le stesse capacità di Superman e ingaggia con lui un duello corpo a corpo tra le macerie di Metropolis. Quando Zod tenta di uccidere dei civili, Superman è costretto ad ucciderlo spezzandogli il collo. Successivamente, Superman avverte il governo che, se vuole il suo aiuto, sarà disponibile. Per creare un alias che lo tenga informato sulle situazioni nelle quali intervenire senza destare sospetti, Clark si trasferisce a Metropolis trovando lavoro come giornalista per il Daily Planet.

## Personaggi
- Kal-El / Clark Kent / Superman, interpretato da Henry Cavill: Nel gennaio 2011 il regista Zack Snyder scelse Cavill per la parte del protagonista dichiarando che l'attore era perfetto per indossare il mantello e il simbolo con la S.[2] In lista per il ruolo dell'Uomo d'Acciaio figurarono altri attori tra i quali Matthew Goode, Armie Hammer, Matt Bomer, Joe Manganiello, Zac Efron e Colin O'Donoghue. Manganiello era vicino ad ottenere il ruolo, ma fu costretto a rinunciare perché le riprese del film su Superman coincidevano con quelle della serie TV True Blood.[3] Curiosamente, Hammer era stato considerato qualche anno prima per il ruolo di Batman in un film sulla Justice League poi accantonato. Cavill diventò così il quarto attore (dopo George Reeves, Christopher Reeve e Brandon Routh), ed il primo non statunitense, ad interpretare il ruolo di Superman al cinema.[4] Cavill era stato già scelto per il ruolo di Superman per un precedente film sull'Uomo d'Acciaio che però fu accantonato quando entrò in produzione Superman Returns.[2]
- Lois Lane, interpretata da Amy Adams: Reporter del Daily Planet che si innamora di Clark.[5] Natalie Portman, Charlotte Riley, Anne Hathaway, Dianna Agron, Kristen Stewart, Malin Akerman, Rachel McAdams, Mary Elizabeth Winstead, Kristen Bell, Lake Bell, Olivia Wilde, Mila Kunis e Jessica Biel erano tra le candidate per il ruolo.[6][7] Parlando del suo personaggio, Amy Adams affermò: "Vuole essere sempre sul pezzo, è sempre in giro. La natura del giornalismo sulla carta stampata è cambiato tantissimo in questi ultimi anni. C'è molta più pressione. Insomma, Lois sarà una giornalista sempre in viaggio e questo l'avvicinerà molto alla figura di Kal-El, slegato da tutto ciò che lo circonda".[8]
- Generale Zod, interpretato da Michael Shannon: L'antagonista principale del film.[9] Per il ruolo venne preso in considerazione precedentemente anche Viggo Mortensen, ma quest'ultimo rifiutò.[10] Riguardo al suo personaggio, Shannon definì Zod come un personaggio non del tutto maligno, ma patriottico.[8] Per l'attore, inoltre, Zod non può essere considerato un villain: "Non lo è più di quanto non lo sia un qualsiasi generale che combatte per la propria gente. Non è che ami fare del male alle persone o rubare i diamanti; è concentrato nell'ottenere successo in quello che fa".[8] Per creare una sorta di distacco dall'interpretazione di Terence Stamp, che interpretò Zod in Superman II, in L'uomo d'acciaio non viene pronunciata l'iconica frase del generale: "Inginocchiati davanti a Zod!".[8]
- Jonathan Kent, interpretato da Kevin Costner: il padre adottivo di Clark.[11] Per la parte erano in trattative anche Dennis Quaid, Bruce Greenwood, Michael Biehn e Kurt Russell.[12]
- Martha Kent, interpretata da Diane Lane: La madre adottiva di Clark. Per la parte erano state provinate anche Julianne Moore, Lisa Rinna, Jodie Foster, Sela Ward ed Elisabeth Shue.[13]
- Perry White, interpretato da Laurence Fishburne: Direttore generale del Daily Planet dove lavorano Clark e Lois. Fishburne è il primo attore afroamericano a interpretare il ruolo di Perry White.[14]
- Faora-Ul, interpretata da Antje Traue: seconda in comando di Zod. L'attrice Antje Traue descrisse il suo personaggio come "semplicemente una psicopatica", "guidata unicamente dalla necessità e dal piacere di uccidere".[8]
- Lara Lor-Van, interpretata da Ayelet Zurer: La madre biologica di Clark. Connie Nielsen e Julia Ormond erano in trattative con la produzione prima dell'assunzione di Zurer.[15][16]
- Colonnello Nathan Hardy, interpretato da Christopher Meloni.[17]
- Jor-El, interpretato da Russell Crowe: Il padre biologico di Clark. Per il ruolo vennero contattati anche Sean Penn e Clive Owen.[18]

Inoltre, Harry Lennix interpreta il Generale Swanwick, mentre Richard Schiff il dottor Emil Hamilton.

## Produzione
Nel giugno 2008, la Warner Bros. espresse interesse, attraverso vari registi e sceneggiatori, a riavviare il franchise cinematografico dedicato a Superman, proprio com'era accaduto con L'Incredibile Hulk di Louis Leterrier. Gli scrittori di fumetti Grant Morrison e Mark Waid, che erano tra i primi ad aver sostenuto la decisione di realizzare un reboot, diedero alla produzione delle idee per la trama: Morrison voleva un soggetto simile a quello di All-Star Superman, mentre Waid una trama più simile a quella del film cancellato Superman: Birthright.
Prima dell'annuncio ufficiale riguardo alla cancellazione del film di Singer, Mark Millar, in collaborazione con il regista Matthew Vaughn, propose alla Warner Bros. una trilogia dedicata al supereroe ispirata a quella de Il Signore degli Anelli e de Il padrino. La storia sarebbe cominciata dalle origini di Kal-El sino alla sua morte causata dallo spegnimento del Sole.
Nell'agosto 2008, la Warner Bros. annunciò di voler produrre un reboot su Superman e cancellò definitivamente il sequel di Superman Returns. In merito a questa scelta, Jeff Robinov spiegò: "Non ci sembrava funzionasse nel modo che volevamo noi. Non posizionava il personaggio nella maniera in cui volevamo fosse posizionato. Se nel 2006 Superman avesse funzionato, sarebbe uscito un altro episodio a Natale 2009, ma ora il piano è di reintrodurre totalmente il personaggio, tralasciando del tutto un film su Batman contro Superman". Paul Levitz, presidente della DC Comics, dichiarò che solo grazie al successo de Il cavaliere oscuro la produzione realizzerà il nuovo film su Superman: "Tutti aspettano che Nolan firmi per un altro Batman. Solo quando questo accadrà decideremo la data di uscita di Superman e di altri progetti".

### Regia

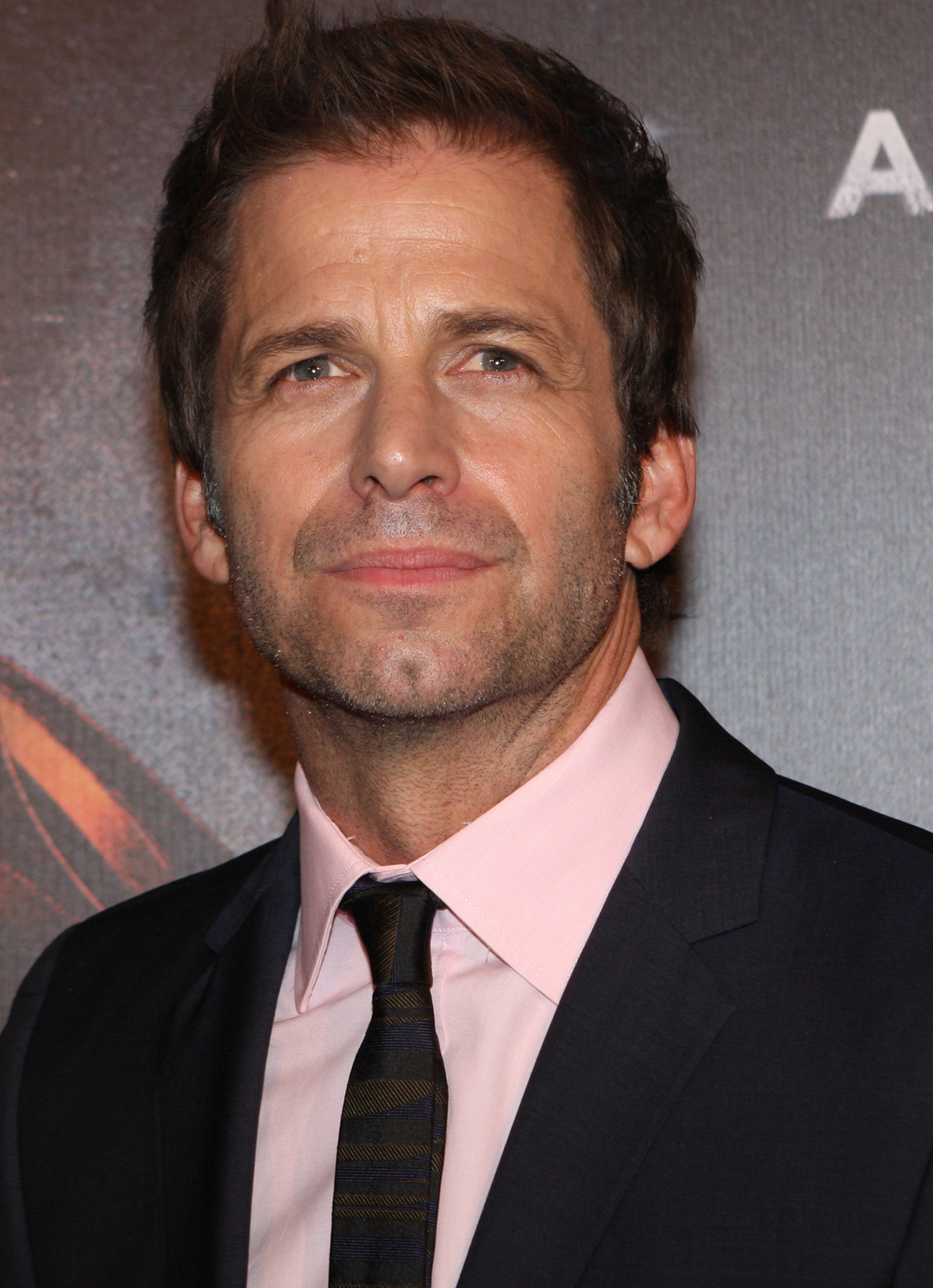
Il regista Zack Snyder alla prima del film

Guillermo del Toro venne inizialmente preso in considerazione come regista, ma dovette rinunciare per dedicarsi ad altri progetti che seguiva da più tempo. Nel febbraio 2009 McG, che in precedenza era stato assunto per dirigere Superman: Flyby, si propose come regista. Anche Robert Zemeckis fu contattato dalla produzione, mentre Ben Affleck, Darren Aronofsky, Duncan Jones, Jonathan Liebesman, Matt Reeves e Tony Scott erano nella lista dei candidati per dirigere il film. Affleck rifiutò la regia per "la poca esperienza nel dirigere film pieni di effetti speciali".
Alla fine, la regia venne affidata a Zack Snyder, regista di 300 e Watchmen. Scelto personalmente da Christopher Nolan, Snyder rivelò di essere stato un grande fan dei fumetti di Superman e confermò che il suo adattamento del personaggio non avrebbe avuto a che fare né con il film sulla Justice League of America né con la trilogia di Batman diretta da Nolan.

### Sceneggiatura
Lo sceneggiatore David S. Goyer, che aveva lavorato con Christopher Nolan a Il cavaliere oscuro, all'inizio del 2010 propose a quest'ultimo un trattamento per un reboot della saga dell'Uomo d'Acciaio. Goyer voleva creare una storia completamente diversa da quelle adattate in precedenza, e precisò che questo nuovo Superman sarebbe stato ambientato in un contesto moderno, sulla scia di quanto fatto nella trilogia di Batman. I due presentarono il progetto alla Warner Bros. e Goyer ottenne l'incarico di scrivere una sceneggiatura completa, mentre Christopher Nolan venne assunto come produttore della pellicola, insieme a sua moglie Emma Thomas. Nolan ebbe modo di sviluppare alcune idee per la sceneggiatura e precisò che, nonostante stimasse molto gli adattamenti diretti da Richard Donner e Bryan Singer, questo nuovo Superman sarebbe stato diverso da qualsiasi altra versione apparsa fino a quel momento al cinema. Inoltre, affermò che il film non avrebbe avuto alcun riferimento con la trilogia su Batman da lui diretta: "Molte persone si sono avvicinate a Superman in modi diversi. Io so solo la maniera che ha funzionato al meglio per noi, che è quella che applicherò per il film. Il mio Batman vive in un mondo nel quale sa di essere l'unico supereroe, e il nostro Uomo d'Acciaio avrà lo stesso approccio. Ciascuno dei due ha una logica interna, nella storia. Non hanno nulla a che fare l'uno con l'altro".
Poco prima dell'inizio delle riprese, la sceneggiatura venne rimaneggiata da Kurt Johnstad, collaboratore di lunga data del regista nel film 300 e dallo stesso Snyder. Goyer, contemporaneamente, stava sviluppando la sceneggiatura del reboot di Godzilla e questo lo costrinse ad allontanarsi temporaneamente dal film sull'Uomo d'Acciaio.

### Riprese
Per non destare troppa attenzione da parte della popolazione, il set riportava come indicazione che le riprese erano destinate ad un film dal titolo Autumn Frost. Le riprese iniziarono il 1º agosto 2011, in un parco industriale vicino all'Aeroporto DuPage e terminarono il 20 gennaio 2012. Si svolsero tra Canada e Stati Uniti d'America, per la precisione tra California, Illinois e Columbia Britannica.
Nonostante le molte uscite cinematografiche tra gli anni 2010 e 2012 in 3-D, il regista Zack Snyder rivelò di essere sempre stato poco interessato a tale tecnologia, e ha convinto la Warner Bros. a non impiegarla per il film, anche se la pellicola è stata comunque riconvertita durante la post-produzione per distribuirla anche in tre dimensioni.
Il budget del film è stato di 225 milioni di dollari.

### Casting
Il casting del film cominciò a novembre 2010.

### Costumi
Il costume di Superman venne ridisegnato da James Acheson e Michael Wilkinson. Il costume del film conserva molti elementi di quello dei fumetti, ma adotta toni più scuri e non presenta i mutandoni rossi che Superman, nei fumetti, indossava sopra i pantaloni. Questa scelta era già stata fatta in precedenza nel reboot del fumetto omonimo. La produzione è stata combattuta fin dall'inizio riguardo l'inclusione o meno di questo elemento. Il regista Snyder, in merito a questa indecisione, disse: "Il costume è stato un nodo difficile da sciogliere, ci abbiamo girato intorno per diverso tempo. Ho tentato in tutti i modi di mantenere le mutande rosse. Ma tutti mi sconsigliavano di farlo. Avrò esaminato almeno 1500 varianti del costume con le mutande. Se osserviamo quello finale, possiamo vedere che il design è moderno, ma ha uno stretto rapporto di parentela con quello originale. Quando sali a bordo di un progetto del genere e senti parlare di modernizzazione, di attualizzazione ai nostri giorni, non puoi fare altro che sperare che tutto sembri fico e diverso da quanto visto finora". In merito alla decisione della produzione riguardo a questo cambiamento, il protagonista Henry Cavill disse: "Si tratta certamente di una novità che porta Superman nella modernità: quelle mutande erano un po' sorpassate, anche se una volta furono incredibilmente cool".
L'armatura indossata dal generale Zod è stata costruita attraverso la tecnologia CGI; infatti, un'armatura pesante sul corpo di Shannon, non gli avrebbe consentito libertà di movimento. Il costumista Michael Wilkinson ha realizzato delle armature "neo-medievali" per gli abitanti del pianeta Krypton e ha spiegato che sotto di esse questi indossano delle tute aderenti; ciò spiega l'aspetto del costume di Superman, Zod e Jor-El.

### Effetti speciali
John 'DJ' Desjardin venne scelto come supervisore visivo per il film, mentre la Weta Digital, MPC e Double Negative realizzarono gli effetti visivi per il film. Il regista Snyder, parlando del film durante un'intervista, lo definì estremamente realistico; per questo motivo, il regista, decise di ricorrere non solo alla computer grafica, ma anche a molti effetti pratici. Joe Lettieri, in merito alla decisione del regista, spiegò: "Zack sta facendo di tutto per girare il più possibile fisicamente la sua opera. Voglio dire, non c'è bisogno di pensare a Superman come ad un personaggio interamente in computer grafica perché si tratta di una persona. Quello che però non vuoi è avere delle sequenze di volo in cui pare attaccato a dei cavi, quindi la domanda è come applicare a dovere gli effetti speciali ed è quello a cui stiamo lavorando ora".
Krypton è rappresentato come un mondo sotterraneo, con una superficie arida e senza vita. La produttrice Deborah Snyder l'ha descritta dicendo che "all'inizio aveva un aspetto piuttosto disgustoso, ma poi l'abbiamo resa più simpatica, con le ali da insetto e il muso da roditore". Quanto al pianeta, Snyder ha spiegato che voleva fosse "un posto speciale, immersivo, completamente diverso dalla Terra ma comunque credibile e con un suo senso di antichità intrinseca. Adoro la tecnologia arrugginita perché dà una sensazione di vecchio. È molto avanzata eppure è antica. Era il tipo di mondo che volevamo creare: un mondo che sta morendo, è antico e devastato". Per quanto riguarda il look visivo di Krypton, il supervisore degli effetti speciali, Dan Lemmon, disse: Ci siamo ispirati a molte forme d'arte, siano esse moderne o antiche: dai bassorilievi del Rockefeller Center all'arte classica greco-romana. [..] Abbiamo esplorato questi tipo di estetiche applicandole però a navi spaziali, pianeti e tecnologie aliene". A detta del supervisore degli effetti speciali, Dan Lemmon, il pianeta venne realizzato attraverso un mix tra animazione e simulazioni digitali.

## Colonna sonora

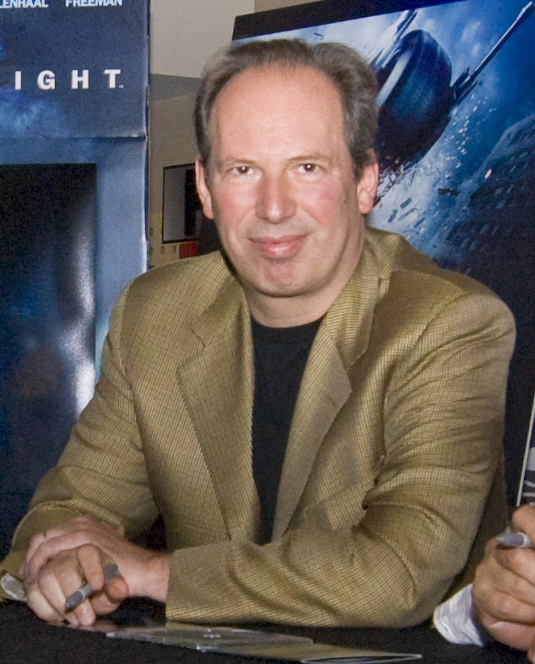
Hans Zimmer compose la colonna sonora del film

La colonna sonora venne composta da Hans Zimmer. Zack Snyder, durante la produzione della pellicola, affermò che questo nuovo adattamento di Superman non avrebbe avuto collegamenti o riferimenti agli adattamenti precedenti: "Abbiamo deciso di lavorare come se non fosse mai stato fatto alcun film su Superman, anche se adoriamo i film precedenti. Per noi era come se questo fosse il primo film di Superman, e così non abbiamo nemmeno voluto "rubare" un po' di musica. Ovviamente abbiamo moltissimo rispetto per il canone, per l'originale, che è una sorta di scontro di storie e idee. Superman è il re/papà di tutti i supereroi - e farlo funzionare è una cosa grossa".

## Promozione
In data 21 luglio 2012 vennero distribuiti online due teaser trailer. Le immagini dei due video erano le stesse, ma cambiavano le parole della voce narrante: nel primo trailer a parlare era Kevin Costner (Jonathan Kent), nel secondo era Russell Crowe (Jor-El). Il trailer completo venne diffuso online l'11 dicembre 2012, al termine di un conto alla rovescia criptato comparso su un sito virale appositamente lanciato, dal titolo "Deep Space Radio Wave Project".

## Distribuzione

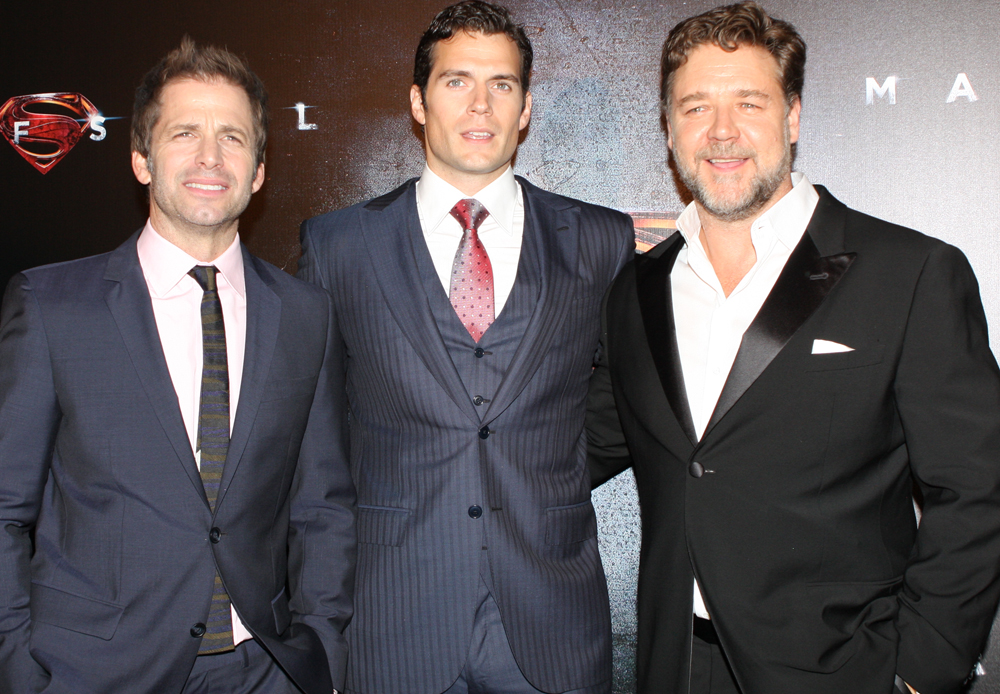
Zack Snyder, Henry Cavill e Russell Crowe all'anteprima australiana del film

La casa di produzione Warner Bros. ufficializzò come data della prima ufficiale nelle sale statunitensi il 14 giugno 2013; mentre per l'edizione distribuita in Italia venne stabilita la data del 20 giugno 2013.
Il film, non ancora uscito nelle sale, ha fatto incassare a Warner Bros. 170 milioni di dollari grazie a partner commerciali quali Mattel, Gillette, Chrysler, Converse, LEGO, Fisher Price, Nokia e addirittura la Guardia Nazionale statunitense.

## Accoglienza

### Incassi
Il film ha incassato 291045518 $ in Nordamerica e 379100000 $ nel resto del mondo, per un totale di 670145518 $.

### Critica
Sull'aggregatore di recensioni Rotten Tomatoes ha una percentuale di gradimento del 57% basato su 340 recensioni, con un voto medio di 6,2 su 10. Su Metacritic ottiene un punteggio di 55 su 100 basato su 47 recensioni.

## Riconoscimenti
- 2014 - Premio BAFTA
  - Candidatura al Premio dei Bambini al miglior film
- 2014 - Saturn Award
  - Candidatura al migliore trasposizione da fumetto a film
  - Candidatura al miglior attore emergente a Dylan Sprayberry
  - Candidatura ai migliori effetti speciali a Joe Letteri, John 'D.J.' Des Jardin e Dan Lemmon
- 2014 - Critics' Choice Movie Award
  - Candidatura al miglior attore in un film d'azione a Henry Cavill
- 2013 - Hollywood Film Festival
  - Candidatura al miglior film a Zack Snyder
- 2014 - MTV Movie Award
  - Miglior eroe a Henry Cavill
- 2013 - Teen Choice Awards
  - Candidatura al miglior film d'azione/di avventura
  - Candidatura al miglior attore a Henry Cavill
  - Candidatura alla miglior attrice a Amy Adams
  - Candidatura al miglior bacio a Henry Cavill e Amy Adams
- 2014 - Central Ohio Film Critics Association
  - Candidatura all'attrice dell'anno a Amy Adams
- 2014 - Annie Award
  - Candidatura ai migliori effetti animati a Jonathan Paquin, Brian Goodwin, Gray Horsfield, Matthieu Chardonnet e Adrien Toupet
- 2014 - ASCAP Award
  - Top Box Office Films a Hans Zimmer
- 2013 - Key Art Awards
  - Miglior audio/tecnica visiva per la colonna sonora di un trailer a Hans Zimmer
  - Candidatura al miglior audio/tecnica visiva per il montaggio sonoro in un trailer a Jennifer Horvath
- 2014 - Visual Effects Society
  - Candidatura alla miglior fotografia virtuale a Daniel Paulsson, Edmund Kolloen, Joel Prager e David Philip Stripinis
  - Candidatura ai migliori effetti speciali e simulazioni animate a Brian Goodwin, Gray Horsfield, Matthieu Chardonnet e Adrien Toupet
- 2013 - Golden Trailer Awards
  - Miglior successo dell'estate
  - Candidatura al miglior trailer dell'estate
  - Candidatura al miglior teaser poster
- 2014 - Golden Trailer Awards
  - Candidatura al miglior poster
- 2014 - Denver Film Critics Society
  - Candidatura Miglior film horror/di fantascienza
  - Candidatura Miglior colonna sonora originale a Hans Zimmer
- 2014 - Georgia Film Critics Association
  - Candidatura Miglior scenografia a Alex McDowell
  - Candidatura Miglior colonna sonora originale a Hans Zimmer
- 2013 - Houston Film Critics Society
  - Candidatura Miglior colonna sonora originale a Hans Zimmer
- 2014 - World Soundtrack Awards
  - Candidatura Miglior compositore dell'anno a Hans Zimmer
- 2014 - Seattle Film Critics Awards
  - Candidatura Migliori effetti visivi a John 'D.J.' Des Jardin, Guillaume Rocheron e Dan LemmonGed Wright
- 2013 - Hollywood Post Alliance
  - Candidatura Migliori effetti visivi a Keith Miller, Daniel Barrett, Phillip Leonhardt, Thelvin Cabezas e Mark Tait
  - Candidatura Miglior utilizzo dei colori a Stefan Sonnenfeld
- 2013 - IGN Summer Movie Awards
  - Miglior poster di un trailer
  - Premio del Pubblico al miglior poster di un trailer
  - Miglior poster di un film (per il secondo trailer teatrale)
  - Candidatura Miglior adattamento di un fumetto
  - Candidatura Miglior trailer
  - Candidatura Miglior trailer (per il primo teaser trailer)
- 2014 - Jupiter Award 
  - Candidatura al miglior film internazionale
  - Candidatura al miglior attore internazionale a Michael Shannon
  - Candidatura alla miglior attrice internazionale a Amy Adams
- 2014 - CinEuphoria Awards
  - Candidatura al miglior trailer di un film internazionale
  - Candidatura ai migliori effetti speciali internazionali a Jonathan Paquin, Brian Goodwin, Gray Horsfield, Matthieu Chardonnet e Adrien Toupet
- 2013 - Awards Circuit Community Awards
  - Candidatura ai migliori effetti visivi
- 2013 - Golden Schmoes Awards
  - Miglior trailer dell'anno
  - Candidatura al film più sopravvalutato dell'anno
  - Candidatura ai migliori effetti speciali dell'anno
  - Candidatura alla delusione più grande dell'anno
  - Candidatura al miglior poster dell'anno
  - Candidatura alla miglior sequenza d'azione dell'anno (Battaglia finale a Metropolis)
- 2013 - International Online Cinema Awards
  - Candidatura ai migliori effetti visivi
- 2013 - Rondo Hatton Classic Horror Awards
  - Candidatura al miglior film a Zack Snyder
- 2013 - NewNowNext Awards
  - Candidatura a perché sei sexy a Henry Cavill

## Sequel e reboot

### Sequel
Nell'ottobre 2014 venne annunciato un sequel del film di Snyder, ma a maggio 2020 lo sviluppo è stato bloccato. Snyder in seguito ha dichiarato che i piani per la trama includevano Brainiac e i kryptoniani che erano stati intrappolati nella Zona Fantasma alla fine del film. In seguito all'acquisizione della Warner da parte di Discovery questo progetto è stato restaurato, e a ottobre Cavill ha annunciato il suo ritorno come Superman. A dicembre 2022, però, dopo che James Gunn e Peter Safran divennero co-presidenti e co-amministratori dei DC Films (con il loro arrivo rinominata DC Studios), venne presentato il piano per un nuovo franchise con la sua lista di progetti, il DC Universe, portando il progetto a venire nuovamente accantonato a favore di un reboot intitolato Superman: Legacy (in seguito intitolato semplicemente Superman).

### Reboot
Nel contesto del reboot dell'universo cinematografico DC, il 31 gennaio 2023 il regista James Gunn, co-amministratore delegato dei neonati DC Studios, ha annunciato ufficialmente l'intenzione di realizzare un nuovo lungometraggio sul supereroe kryptoniano, dal titolo Superman: Legacy, fissando la data d'uscita all'11 luglio 2025; della pellicola, Gunn sarà sceneggiatore e regista. Nelle settimane successive all'annuncio, è stato spiegato che il lungometraggio non racconterà le origini del personaggio, bensì esplorerà il suo rapporto con i suoi comprimari narrativi. Il film costituirà il primo titolo del primo capitolo del DC Universe, noto come Chapter One: Gods and Monsters.
Nel giugno 2023 gli attori David Corenswet e Rachel Brosnahan sono stati individuati come interpreti di Clark Kent / Superman e Lois Lane. Il mese successivo è stata la volta di Nathan Fillion (Guy Gardner), Isabela Merced (Hawkgirl), Edi Gathegi (Mister Terrific) e Anthony Carrigan (Metamorpho); al cast si sono poi aggiunti Nicholas Hoult (Lex Luthor) e Skyler Gisondo (Jimmy Olsen).
Nel febbraio 2024, con l'uscita del first look in concomitanza con l'inizio delle riprese, è stato reso noto che il titolo del film era stato cambiato in Superman. Il 30 luglio 2024 le riprese volgono al termine, il teaser trailer del film viene pubblicato il 19 dicembre 2024.